# بیستریتسا (نووا واروش)
بیستریتسا (به صربی: Bistrica) یک منطقهٔ مسکونی در صربستان است که در نووا واروش واقع شده‌است. بیستریتسا ۷۹۱ نفر جمعیت دارد.